# Đồng Tiến, Yên Thế
Đồng Tiến là một xã vùng cao của huyện Yên Thế, Bắc Giang, Việt Nam.

## Địa giới
Xã Đồng Tiến được chia tách từ xã Đồng Vương từ ngày 01/07/1999 theo nghị định 33 của Chính phủ. Xã Đồng Tiến nằm ở phía bắc huyện Yên Thế.
- Phía Bắc giáp xã Bình Long - Đồng Hỷ - Thái Nguyên và Thiện Kỵ - Hữu Lũng - Lạng Sơn.
- Phía Tây giáp xã Canh Nậu - Yên Thế - Bắc Giang
- Phía Nam và Phía Đông giáp - Đồng Vương - Yên Thế - Bắc Giang.

Địa bàn xã có một trục đường chính từ đầu xã đến cuối xã và sang Thiện Kỵ- Hữu Lũng -Lạng Sơn. Trục đường có chiều dài 15 km, việc đi lại và lưu thông hàng hóa khá thuận tiện.

## Điều kiện tự nhiên

### Địa hình
Đồng Tiến là một xã vùng cao khó khăn của huyện Yên Thế - Tỉnh Bắc Giang. Địa hình đồi núi phức tạp được cấu tạo bởi đồi núi, lại bị chia cắt bởi sông, suối. Do ảnh hưởng của các đợt kiến tạo nên địa hình bị chia cắt mạnh, cấu trúc núi cao là phổ biến và chiếm phần lớn diện tích tự nhiên toàn xã. Đồi núi ở đây bị bào mòn mạnh thành những thung lũng hẹp, thềm bãi bồi dọc các con sông, suối. Nhìn chung địa hình xã Đồng Tiến có 3 dạng chính:
- Địa hình đồi núi cao: Có diện tích khoảng 1559ha chiếm 40,8% tổng diện tích tự nhiên của toàn xã. Độ chia cắt mạnh, địa hình dốc dần từ bắc xuống nam; phân bố dọc theo ranh giới xã Đồng Tiến và xã Bình Long huyện Võ Nhai – Thái Nguyên và xã Thiện Kỵ - Hữu Lũng – Lạng Sơn và một phần giáp với xã Canh Nậu và xã Đồng Vương Huyện Yên Thế - Bắc Giang. Vùng đất này còn khá tốt, độ ẩm khá cao.
- Địa hình đồi núi thấp: Có khoảng 1225ha chiếm 32,05% diện tích tự nhiên toàn xã, phân bố đều ở các bản trong xã, độ dốc chia cắt trung bình, địa hình lượn sóng, độ dốc bình quân từ 10-20o, có điều kiện phát triển kinh tế vườn, đồi, cây lâm nghiệp.
- Địa hình đất bằng: Có khoảng 1036ha chiếm 27,11% diện tích tự nhiên toàn xã. Đây là loại địa hình nằm xen kẽ giữa các núi cao và hệ thống sông, suối. Loại địa hình này phân bố chủ yếu dọc hệ thống suối trên địa bàn, có tiềm năng về sản xuất nông nghiệp. Đặc biệt có bãi bằng tương đối lớn, quy tập dân cư sinh sống và sản xuất lương thực của xã.

### Khí hậu
Đồng Tiến thuộc vùng khí hậu nhiệt đới gió mùa, chế độ khí hậu có một số đặc điểm khác biệt so với vùng đồng bằng: Mùa hè từ tháng 4 đến tháng 10, mưa nhiều; mùa Đông từ tháng 11 đến tháng 3, tình trạng khô hanh điển hình cho khí hậu gió mùa.
- Nhiệt độ: Trung bình cả năm 230C, biên độ nhiệt giữa ngày và đêm tương đối lớn.
- Lượng mưa: Mưa lớn thường tập trung vào các tháng 6; 7; 8 trong năm. và chiếm tới 80% lượng mưa cả năm. Ngược lại mùa khô, lượng mưa ít chỉ chiếm khoảng 20% lượng mưa cả năm, vào thời kỳ này lượng bốc hơi cao, gây tình trạng khô hạn ảnh hưởng lớn đến sản xuất và sinh hoạt của người dân.
- Độ ẩm trung bình cả năm tương đối cao: khoảng 84%.

Nhìn chung, nền khí hậu của Đồng Tiến thích hợp để phát triển nền nông nghiệp đa dạng với các loại cây trồng, vật nuôi phong phú. Đặc biệt có tiềm năng phát triển những sản phẩm độc đáo như chè, vải thiều, chăn nuôi gà đàn.

### Tài nguyên đất
Đồng Tiến có tổng diện tích tự nhiên là 3821,07ha. Trong đó hầu hết là đồi núi và có tầng canh tác tương đối dày. Hơn 70% quỹ đất của xã thích hợp cho phát triển lâm nghiệp, trồng và khoanh nuôi tái sinh rừng. Một phần diện tích đồi thấp nhưng có tầng canh tác dày có thể tận dụng bố trí cây trồng theo hình thức nông lâm kết hợp, và một phần diện tích đồi có độ dốc thấp chỉ chiếm 0,7% quỹ đất của xã dây là quỹ đất thuận lợi cho sản xuất nông nghiệp, đặc biệt là gieo trồng lúa.

### Tài nguyên rừng
Theo số liệu thống kê của xã Đồng Tiến, diện tích đất lâm nghiệp hiện có 2.673,3 ha chiếm 70% diện tích tự nhiên toàn xã, trong đó chủ yếu là rừng tái sinh, khoanh nuôi. Phần lớn là rừng mới trồng ở hầu hết các bản trong toàn xã. Rừng Đồng Tiến chủ yếu là rừng do nhân dân tự trồng với các loại cây Keo lai, bạch đàn...., và một phần rừng do hai lâm trường Đồng Sơn và Công ty Lâm nghiệp Yên Thế quản lý. Hiện nay cùng với việc mất rừng do khai thác bừa bãi, xói mòn, lũ quét gây sụt lở, thiệt hại lớn vào mùa mưa và thiếu nước nghiêm trọng vào mùa khô. 

## Dân cư
Dân số xã là 1097 hộ = 4097 khẩu trong đó nữ = 2053 khẩu.
Xã có tám bản và có 8 anh em dân tộc cùng sinh sống trên các bản gồm dân tộc kinh, tày, nùng, cao lan, dao, mường, phàn sình, hoa. Tổng số hộ dân tộc trên địa bàn là 529 hộ = 2038 khẩu.

### Dân số, dân tộc
Xã Đồng Tiến có quy mô dân số không lớn. Năm 2006, dân số toàn xã là 3765 người, năm 2010 là 4045 người, mật độ dân số 105,9 người/km². Tốc độ tăng dân số trung bình giai đoạn năm 2006 đến năm 2010 là 2,37% khá cao so với mức trung bình của huyện Yên Thế (2,1%). Tuy nhiên, do công tác kế hoạch hóa gia đình trong xã được thực hiện thường xuyên và có hiệu quả mấy năm gần đây, nhận thức của nhân dân trong xã về dân số - kế hoạch hóa gia đình ngày càng cao nên tốc độ tăng dân số của xã đã có xu hướng giảm dần trong suốt những năm từ: 2006 là 2,91% xuống 2,52 năm 2008 và 2,37% năm 2010.
Về chất lượng dân số: những năm qua do thực hiện tốt chương trình phổ cập giáo dục tiểu học và xóa mù chữ, phổ cập Trung học cơ sở nên trình độ dân trí không ngừng được cải thiện. Tuy nhiên, do phần lớn dân cư trong huyện là người dân tộc, lại sống rải rác ở các vùng cao, vùng sâu, vùng xa, còn nhiều tập tục lạc hậu, điều kiện đầu tư cho giáo dục khó khăn,... nên trình độ dân trí và học vấn của dân cư nhìn chung thấp.
Về phân bố dân cư: Sự phân bố dân cư ở Xã Đồng Tiến mang đậm nét đặc thù của một xã vùng cao với nhiều dân tộc sinh sống và phân bố rất không đều giữa các vùng, các khu vực. Mật độ dân số thường tập trung cao ở vùng thấp, ngược lại ở các vùng cao dân cư rất thưa thớt.